# Рене Ля Топ
Рене́ Ля Топ (фр. René La Taupe, Рене Крот) — французский анимированный певец, созданный в 2009 году студией Fox Mobile Group.
По внешнему виду Рене Ля Топ больше напоминает сурка, нежели крота. В рецензии на его альбом на сайте AllMusic Джон О’Брайен тоже называет его сурком
Среди его записей скандальный дебютный сингл «Merde» и хит номер 1 во Франции «Mignon Mignon».
Был создан той же компанией Jamster (или Jamba), — продавцом рингтонов для мобильников, — что ранее Crazy Frog. (Jamster принадлежит Fox Mobile Group).

## Дискография

### Альбомы
| Год  | Название                       | Чарт | Чарт    |
| Год  | Название                       | FR   | FR (DL) |
| ---- | ------------------------------ | ---- | ------- |
| 2010 | Les Aventures de René la Taupe | 20   | —       |

### Синглы
| Год  | Называние         | Чарт | Чарт | Чарт | Сертификация (FR) |
| Год  | Называние         | FR1  | DE   | AT   | Сертификация (FR) |
| ---- | ----------------- | ---- | ---- | ---- | ----------------- |
| 2009 | «Merde»           | —    | 30   | 38   | —                 |
| 2010 | «Mignon Mignon»   | 1    | —    | —    | Золотой диск      |
| 2010 | «Tu parles trop»  | 3    | —    | —    | —                 |
| 2010 | «Petit Papa Noël» | —    | —    | —    | —                 |
| 2011 | «Ou la la»        | 622  | —    | —    |                   |
| 2011 | «Rock la vie»     | 41   | —    | —    |                   |

1 До 2010 года чарт учитывал только физические продажи, после 2010 года физические плюс цифровые.

2 4-е место в чарте физических продаж